# Кошкар (озеро, Есильский район)
Кошкар (каз. Қошқар) — озеро в Есильском районе Северо-Казахстанской области Казахстана. Находится в 3 км к северу от села Явленка и 1 км к северу от Поляковки.
По данным топографической съёмки 1940-х годов, площадь поверхности озера составляет 1,04 км². Наибольшая длина озера — 3,2 км, наибольшая ширина — 0,4 км. Длина береговой линии составляет 6,7 км, развитие береговой линии — 1,81. Озеро расположено на высоте 104 м над уровнем моря.